# The Plan
The Plan är en svensk musikgrupp, som bildades av Broder Daniel-basisten och gitarristen Theodor Jensen.
Bandet bestod ursprungligen av fyra medlemmar, men till inspelningen av andra skivan hade två av medlemmarna hoppat av. Till inspelningen av bandets tredje album var Jensen den enda medlemmen kvar. Mikael Furugärdes avhopp motiverades med att han ville fokusera på sin nyskrivna bok till hundra procent.

## Bandmedlemmar
- Theodor Jensen
- Mikael Furugärde (slutade efter andra skivan)
- Niklas Korssell (slutade efter första skivan)
- Peter Morén (slutade efter första skivan)
- Gustav Nygren (tillkom senare)
- Andreas Eklöv (från 2024)
- Johannes Nordell (från 2024)
- Jeppe Nordenström (från 2024)

## Diskografi

### Album
- 2001 – The Plan
- 2004 – Embrace Me Beauty
- 2006 – Walk for Gold
- 2018 – From Worlds Away
- 2024 – Whatever happens

### Singlar
- 2001 – "Mon Amour"
- 2001 – "Let's Leave"
- 2002 – "Slow Fall"
- 2002 – "Fell a Mile"
- 2004 – "Friends Getting Cold"
- 2004 – "Young & Armed"
- 2006 – "Walk for Gold"